# Désordre physiologique des plantes
Pour les articles homonymes, voir Désordre.
Les désordres physiologiques des plantes sont des pseudo-maladies dues à des facteurs abiotiques, tels que lumière déficiente ou excessive, conditions météorologiques défavorables, saturation du sol par l'eau, composés phytotoxiques, ou à un manque de nutriments, qui affectent le fonctionnement physiologique normal des organismes végétaux.
Les désordres physiologiques se distinguent des maladies des plantes qui sont causées par des agents phytopathogènes, tels que virus ou champignons phytopathogènes.  
Bien que les symptômes des désordres physiologiques puissent évoquer ceux des maladies, on peut généralement les prévenir en modifiant les conditions environnementales. Toutefois, dès lors qu'une plante présente des symptômes d'un désordre physiologique, il est probable que sa saison de croissance ou son rendement seront réduits.
Le diagnostic de la cause d'un désordre physiologique (ou d'une maladie) peut être délicat, mais il existe de nombreux guides sur la Toile qui peuvent aider.
On peut citer comme exemples, dans le monde anglo-saxon : Abiotic plant disorders: Symptoms, signs and solutions; Georgia Corn Diagnostic Guide, Diagnosing Plant Problems (Kentucky) et Diagnosing Plant Problems (Virginie).

## Carences nutritionnelles
Une faible croissance et divers troubles tels que la décoloration des feuilles (chlorose) peuvent être causée par une pénurie d'un ou plusieurs éléments nutritifs des plantes. L'absorption insuffisante par les plantes d'un élément nutritif dans le sol (ou dans un autre milieu de culture) peut être due à une pénurie absolue de cet élément dans le milieu de culture, ou au fait que cet élément est présent sous une forme qui n'est pas mobilisable par les plantes.
Cette disponibilité insuffisante peut être causée par un pH du sol inadapté, une pénurie d'eau, un développement insuffisant des racines ou un excès d'un autre nutriment.
Les carences en éléments nutritifs peuvent être évitées ou corrigées en utilisant diverses approches, dont la consultation d'experts sur place, le recours à des analyses de sol et de tissus végétaux, l'application de mélanges d'engrais, l'apport de matière organique fraîche ou bien décomposée et l'utilisation de systèmes biologiques et culturaux tels que cultures intercalaires, cultures associées, jachères améliorées, rotation des cultures, assolements de longue durée ou permaculture.
Les carences nutrionnelles (ou minérales) comprennent notamment :
- Carence en azote
- Carence en bore
- Carence en calcium
- Carence en fer
- Carence en magnésium
- Carence en manganèse
- Carence en phosphore
- Carence en potassium
- Carence en zinc

Le manque d'oligo-éléments, tels que le molybdène, peut aussi causer des troubles comme la « tige en fouet » chez le Chou-fleur.